# آشوت گالویان
آشوت کارلنی گالویان (Աշոտ Կարլենի Գալոյան؛ زادهٔ ۹ ژوئن ۱۹۵۶ در وانادزور) یک دیپلمات اهل ارمنستان است. وی از سال ۲۰۰۶ تا ۲۰۱۴ سفیر جمهوری ارمنستان در کشورهای بالتیک و لهستان بود. گالویان پیشتر نماینده دوره دوم مجلس ملی جمهوری ارمنستان بود.